# Condado de Burleson
O Condado de Burleson é um dos 254 condados do estado norte-americano do Texas. A sede do condado e maior cidade dele é Caldwell.
O condado possui uma área de 1 755 km² (dos quais 32 km² estão cobertos por água), uma população de 16 470 habitantes, e uma densidade populacional de 10 hab/km² (segundo o censo nacional de 2000).
O condado foi criado em 1846.